# Apateticus bracteatus
Apateticus bracteatus är en insektsart som först beskrevs av Fitch 1856.  Apateticus bracteatus ingår i släktet Apateticus och familjen bärfisar. Inga underarter finns listade i Catalogue of Life.